# Epiocheirata
Epiocheirata — підряд павукоподібних ряду Псевдоскорпіони (Pseudoscorpiones).

## Класифікація
Систематика наведена згідно з Біологічним каталогом Джоана Галанса (Joel Hallan's). В дужках показано кількість родів і видів.
Підряд Epiocheirata
- Chthonioidea

- Chthoniidae (31, 605)
- †Dracochelidae — один викопний вид (Девонський період)
- Lechytiidae (1, 22)
- Tridenchthoniidae (17, 68)

- Feaelloidea

- Feaellidae (1, 12)
- Pseudogarypidae (2, 7)